# Amèrica Llatina
|  | No s'ha de confondre amb Hispanoamèrica. |

L'Amèrica Llatina o Llatinoamèrica és una regió cultural del continent americà integrada pels països als quals la llengua predominant és d'origen romanç o llatí: castellà, portuguès i francès. Des d'una perspectiva socio-política, i incloent només als estats independents, l'Amèrica Llatina correspon la majoria de les nacions al sud del Rio Grande (o Riu Bravo), siguin de Nord-amèrica, Centreamèrica, el Carib o Sud-amèrica, nacions on s'hi parla el castellà, francès, portuguès o llengües criolles derivades d'aquestes. D'acord amb aquest criteri, l'Amèrica Llatina està formada per 20 estats independents i diverses dependències polítiques. El gentilici que es fa servir normalment és llatinoamericà.

## Etimologia
Una hipòtesi sobre l'origen del terme l'atribueix a l'emperador francès Napoleó III, que volia expandir els seus dominis a aquest territori i a Indoxina durant el seu regnat. Es creu que durant la intervenció francesa a Mèxic i la instauració del Segon Imperi Mexicà els francesos van utilitzar aquest terme per tal de fer una connexió cultural entre Mèxic i el país invasor, França, ja que ambdós països tenien la mateixa arrel i la mateixa cultura "llatina" (en referència a l'origen de la llengua), en oposició a la cultura anglosaxona dels Estats Units. Una altra teoria suggereix que Michel Chevalier va encunyar el terme el 1836.
El terme ha evolucionat i avui dia s'utilitza per referir-se als territoris d'Amèrica on es parla el francès, castellà o portuguès, totes tres llengües d'origen llatí. Tanmateix, moltes persones de l'Amèrica Llatina no parlen cap d'aquestes llengües sinó llengües autòctones ameríndies o d'altres que hi van ser portades pels immigrants. Per altra banda, les àrees francòfones del Quebec, Nova Escòcia, Saint-Pierre i Miquelon i l'estat castellanoparlant de Nou Mèxic s'exclouen d'aquesta definició, tot i que el francès o el castellà hi són llengües oficials, ja que aquests territoris no són estats independents i estan separats de la resta de l'Amèrica Llatina. La Guaiana Francesa, tanmateix, sovint s'hi inclou.
Cal esmentar que el terme Iberoamèrica es refereix a les nacions on es parla el portuguès o el castellà, i sovint inclou Portugal i Espanya, i per tant, difereix en definició de "Llatinoamèrica". El terme Hispanoamèrica només inclou els països castellanoparlants d'Amèrica.

## Divisions polítiques

### Divisió política estricta

Mapa d'estats de l'Amèrica Llatina

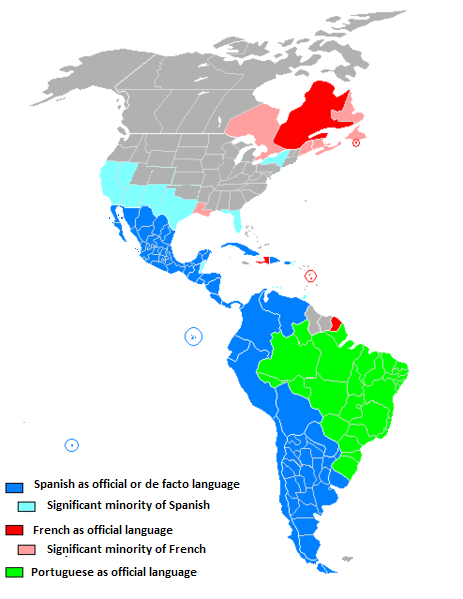
Mapa lingüístic de l'Amèrica Llatina

L'Amèrica Llatina està formada pels següents estats independents:
| - Argentina - Bolívia - Brasil - Colòmbia - Costa Rica - Cuba - Equador |  | - El Salvador - Guatemala - Haití - Hondures - Mèxic - Nicaragua - Panamà |  | - Paraguai - Perú - República Dominicana - Uruguai - Veneçuela - Xile |  |  |

I les següents dependències:
de França
- Guaiana Francesa
- Guadeloupe
- Martinica

dels Estats Units
- Puerto Rico

### Amèrica Llatina com a regió geopolítica i econòmica
Per a algunes institucions internacionals, com ara les Nacions Unides i el Banc Mundial, tots els països al sud dels Estats Units, formen l'Amèrica Llatina, com una divisió regional geopolítica i econòmica del món (també anomenada "Amèrica Llatina i el Carib"), encara que a alguns països s'hi parli una altra llengua que no sigui d'origen llatí estrictament. Així, sota aquesta denominació els següents països, a més de la llista anterior, formen part de l'Amèrica Llatina: Bahames, Barbados, Belize, Dominica, Grenada, Guyana, Jamaica, Surinam, Saint Kitts i Nevis, Saint Lucia, Saint Vincent i les Grenadines, Trinitat i Tobago i les dependències britàniques al Carib i a Sud-amèrica (incloent-hi les Illes Malvines).

## Economia
A finals del segle xx l'economia de l'Amèrica Llatina va estar marcada per la crisi del deute.
D'acord amb el Banc Mundial el 2006 l'Amèrica Llatina va incrementar les seves exportacions atesos els alts preus de les matèries primeres. El creixement total del Producte Interior Brut (PIB) va ser del 4,4 % el 2005 i s'estima que el 2006 ha estat de 4,6 %. La potència exportadora de la regió es Mèxic: el 2005 Mèxic tot sol va exportar 213.700 milions USD, gairebé la mateixa quantitat que van exportar tots cinc membres del Mercosur (incloent-hi Veneçuela), que va ser de 214.500 milions USD. Durant el mateix any, la Renda Nacional Bruta i la renda per capita de Mèxic van ser les més altes de la regió amb 753 milions USD, i 7.310 USD per persona, respectivament. Tanmateix, i atesa la subvaluació d'altres monedes sud-americanes, en especial, el peso argentí, ajustat a la paritat de poder adquisitiu, el PIB més gran de la regió va ser del Brasil (1.627 milions USD) i la renda per capita ajustada a poder adquisitiu més alta va ser de l'Argentina (13.290 USD).
La desigualtat i la pobresa encara són els reptes més grans de la regió. D'acord amb la CEPAL, l'Amèrica Llatina és la regió més desigual del planeta D'acord amb el Banc Mundial gairebé el 25 % de la població viu amb menys de 2 USD per dia. Els països amb la major desigualtat el 2006 (mesurat amb l'Índex de Gini) segons el Report de Desenvolupament de les Nacions Unides van ser Bolívia (60,1), Colòmbia (58,6), Paraguai (57,8) i Xile (57,1). Un aspecte característic de la desigualtat i la pobresa de Llatinoamèrica és l'accés desigual a la infraestructura bàsica. Per exemple, l'accés a l'aigua potable i els serveis de sanitat i la seva qualitat encara són baixos.
Els blocs comercials més importants de la regió són el Mercosur, la Comunitat Andina de Nacions (CAN) i el Grup dels tres (G3). No obstant la regió està experimentat una reconfiguració important entre dues polítiques oposades quant a la integració i el comerç: Veneçuela s'ha separat oficialment del CAN i del G3, i ha començat el procés d'incorporació al Mercosur com a membre ple. El president de l'Equador, també ha anunciat les seves intencions de seguir els mateixos passos que Veneçuela. Aquest bloc s'oposa nominalment a qualsevol tipus d'acord de lliure comerç amb els Estats Units, encara que l'Uruguai ha manifestat la seva intenció de negociar-ne un. Per altra banda, Mèxic està gairebé completament integrat econòmicament amb la resta dels països de Nord-amèrica, com a membre del NAFTA, i el 85 % de les seves exportacions es dirigeixen exclusivament als Estats Units i al Canadà. Xile també ha signat un acord de lliure comerç amb tots tres països del NAFTA, encara que no n'és membre. Els parlaments de Colòmbia i el Perú ja han aprovat un acord de lliure comerç amb els Estats Units, encara que esperen la seva ratificació del Congrés nord-americà.
La taula següent mostra tots els estats independents de l'Amèrica Llatina ordenats alfabèticament i indica la Renda Nacional Bruta (RNB), la renda per capita en termes nominals i ajustada a la paritat de poder adquisitiu (PPA), el Producte Interior Brut (PIB) en PPA, l'indicador de desigualtat l'índex de Gini (el nombre més alt indica major desigualtat) i l'Índex de desenvolupament humà (IDH). Les xifres de RNB i PIB provenen de les dates del Banc Mundial del 2005. Els índexs de Gini i de desenvolupament humà provenen del Report de Desenvolupament de les Nacions Unides del 2006.

## Demografia
Amèrica Llatina ofereix una amalgama d'ètnies que varia en la seva presència i percentatge d'un país a un altre, en funció de la seva història i els moviments migratoris. Tanmateix, es poden distingir quatre grans grups:
- Els països amb predomini de població mestissa; Mèxic, Centreamèrica, Equador, Paraguai, República Dominicana Colòmbia, Veneçuela
- Els de països amb predomini indígena de la seva població; Bolívia i el Perú.
- Els de població d'origen predominantment europeu; Argentina, Uruguai, Xile i Brasil.
- Els països amb predomini negre o mulat de la seva població; República Dominicana i Guyana.

La qüestió demogràfica, però, és un tema molt controvertible als diferents països llatinoamericans. Amb una història de fragmentació social basada en castes imposada per Espanya, Llatinoamèrica ha hagut de resoldre la desigualtat i trobar una identitat pròpia. Les dades etnogràfiques per tant, no són precises, i sovint són enfoscades pels prejudicis ètnics. Aquests són alguns exemples de les controvèrsies de la classificació ètnica:
- L'Argentina s'ha definit com un país ètnicament europeu en consideració de la massiva immigració europea del començament del segle xx (s'estima que 6 milions d'europeus hi van immigrar en aquella època). Tanmateix, un recent i controvertible estudi genètic de la Universitat de Buenos Aires ha establert que al voltant del 50 % de la població argentina té un avantpassat amerindi. Els censos oficials, però, fan la classificació ètnica segons el sistema de l'auto-adscripció; és a dir, pregunten a les persones si es consideren europeus, mestissos o amerindis. D'acord amb l'autoadscripció, més del 80 % es considera europeu.
- Al Perú, tradicionalment un indígena que ha emigrat a les grans ciutats i que s'ha oblidat de les seves costums i la seva llengua, es converteix, quant a la classificació demogràfica oficial, en un mestís.[10] Per tant, hi ha ambigüitat en les estimacions del nombre d'indígenes.
- Mèxic s'ha definit com un país mestís i, per tant, hi ha una tendència "mestissadora" en el país. Els fills d'un estranger d'origen europeu que s'ha casat amb una mexicana (encara que ella sigui ètnicament d'ascendència europea) es consideren mestissos. Els fills d'un indígena amb una mestissa es consideren mestissos.
- A República Dominicana, El 70 % de la població és d'origen africà, però en els censos ajunten als mulats i mestissos en un mateix grup ètnic i els d'ascendència directa se'ls té en compte com a negres.
- El Brasil té una composició demogràfica amb una majoria europea (poc més del 50 %), seguida de la població mulata i negra (ambdues conformant el 40 %); la població indígena del Brasil representa menys del 5 % de la població total. La demografia de Cuba té característiques similars, amb un percentatge considerable de població europea, mulata i negra.

Cal esmentar que Llatinoamèrica ha rebut onades d'immigrants de diverses parts del món. Encara que al país un grup ètnic sigui predominant, es poden trobar persones amb avantpassats japonesos a l'Argentina, libanesos a Mèxic, italians a Centreamèrica i sud-coreans al Brasil.

## Llengües
Les principals llengües de l'Amèrica Llatina, en nombre de parlants, són el castellà (més de 300 milions de parlants) i el portuguès (185 milions de parlants) ambdues amb reconeixement d'oficialitat als estats on es parlen. A més, és oficial el crioll haitià a Haití (amb gairebé 8 milions de parlants), el quítxua al Perú i Bolívia (10 milions de parlants), el guaraní al Paraguai (on és oficial) i en parts de Bolívia i l'Argentina (amb 6 milions de parlants), i l'aimara (amb 2 milions de parlants). Gaudeixen de reconeixement com a llengües nacionals 62 llengües a Mèxic (moltes d'aquestes però, amb menys de 20.000 parlants). També tenen reconeixement diverses llengües ameríndies de Colòmbia, Equador i Veneçuela.
Altres llengües europees es parlen en els centres urbans o comunitats aïllades, llengües que hi van ser portades pels immigrants del segle xix i xx principalment a l'Argentina, el Brasil, Mèxic, Uruguai, Veneçuela i Xile.

## Religió
La religió predominant a Amèrica Llatina és la catòlica, amb més de 300 milions de seguidors, és la religió majoritària, per ordre en: Paraguai, Veneçuela, Equador, Mèxic, Colòmbia, el Perú, Argentina, Panamà, Bolívia, Costa Rica, Xile, República Dominicana, el Brasil, Cuba i Nicaragua. A El Salvador, Belize, Guatemala i Uruguai representa poc menys del 50 % de la població. Molts indígenes i afroamericans, barregen els seus rituals i creences amb el catolicisme. El catolicisme va arribar amb la conquesta espanyola, quan molts capellans i missioners van fer-hi cap per evangelitzar als indis de tota la regió. No obstant això, per al segle xix, amb l'arribada d'immigrants anglesos, alemanys i de països baixos, van arribar missioners del protestantisme, des d'aquest llavors, la població protestant ve creixent, en països com Guatemala, El Salvador i Belize superen el 30 %, i hi ha importants minories al Brasil, Nicaragua, República Dominicana, Bolívia i Xile (entre el 15 % i 25 %). Cal destacar que a Amèrica Llatina hi ha altres sectes cristianes, coneguts com els sants dels darrers dies (mormons), testimonis de Jehovà, adventistes i moravitas. Molts immigrants d'origen asiàtic i de l'Orient Mitjà, han introduït el judaisme, islamisme, budisme, hinduisme i el Bahaisme.

## Cultura

### Art
L'escultura a Amèrica Llatina es va desenvolupar en dues zones separades i distintes, al nord de Mèxic i al Perú al sud. En ambdues zones, l'escultura va ser inicialment de pedra, i més tard de terracota i metall, a mesura que les civilitzacions en aquestes zones s'anaven fent tecnològicament més competents. A Amèrica del Nord, la fusta va ser esculpida per a tòtems, màscares, instruments i embarcacions.

## Vídeos
- Gran col·loqui del RÉAL i del CÉRIUM América Llatina : Noves esqueres ? Noves democràcies ?

Presentació del col·loqui Arxivat 2007-09-27 a Wayback Machine. 29 mars 2007 a Montreal, Cerium Centre d'investigació intenational de la Universitat de Montreal.